# Hamitler, İncirliova
Hamitler là một xã thuộc huyện İncirliova, tỉnh Aydın, Thổ Nhĩ Kỳ. Dân số thời điểm năm 2010 là 29 người.